# Safer at Home
Safer at Home es una película de suspenso estadounidense de 2021 escrita por Will Wernick y Lia Bozonelis, y dirigida por Wernick. La película está protagonizada por Jocelyn Hudon, Emma Lahana, Alisa Allapach, Adwin Brown y Dan J. Johnson.

## Argumento
Ambientada en el otoño de 2022, después de que la segunda y tercera cepa de COVID-19 extendieran el número de muertos por la pandemia de COVID-19 a más de 31 millones en los Estados Unidos, el caos masivo en Los Ángeles convirtió a la ciudad en un estado policial. A tres grupos de parejas, Ben y Liam en la ciudad de Nueva York, Evan y Jen en West Hollywood, y Oliver y Mia en el barrio Venice de Los Ángeles, se les une un amigo Harper en Austin, Texas, en una fiesta de cumpleaños en línea a cuatro para Evan a través de Zoom. El grupo acepta llevar una droga de diseño que Oliver ha enviado a cada hogar. Después de tomar la píldora, durante una breve discusión verbal, Jen cae hacia atrás, se golpea la cabeza y parece estar muerta.
A medida que las drogas se apoderan firmemente de los amigos, sus habilidades para tomar decisiones se ven gravemente obstaculizadas. Temiendo que las autoridades piensen que Evan la mató (ellos mismos no están seguros, ya que nadie estaba prestando atención a sus pantallas cuando Jen tropezó), los amigos ayudan a Evan a correr cuando un vecino llama a la policía. Mientras Oliver cruza la ciudad hacia Evan, Harper comparte que Jen le había dicho en secreto que estaba embarazada y planeaba decírselo a Evan después de la fiesta. Evan llega a su propio automóvil y se dirige al de Oliver, y el grupo se sorprende al ver cómo la pandemia ha provocado que las condiciones en las calles de Los Ángeles se deterioren, incluidos los bloqueos militares.
Como Evan rompió el estricto toque de queda, la policía intensifica la búsqueda de él. Cuando la policía registra la casa de Oliver, Evan se va en el auto de Oliver. Mia convence a Oliver de que debe ponerse en contacto con su abusivo exnovio, que es un destacado abogado penalista. Le aconseja a Evan que conduzca hasta la estación de policía de Hollywood y espere a que llegue Danny, y que no diga nada hasta que llegue allí. Sin embargo, la policía lo detiene antes de que llegue. Incapaz de pensar con claridad e ignorando los consejos de Danny y todos sus amigos, Evan desobedece las órdenes de la policía y sale del auto, levantando las manos con su teléfono habilitado para Zoom, lo que hace que le disparen a Evan.
Mientras Evan agoniza en la calle, la transmisión de la casa de Evan y Jen muestra que ella recupera la conciencia y se sienta. Ella y Evan hablan del bebé y del amor que sienten el uno por el otro. Evan muere, presenciado por todos los amigos. Jen grita de dolor, mientras el programa de radio de noticias en el automóvil de Oliver transmite que la muerte de Evan se ve eclipsada por los 2 millones de muertes por covid ese día, lo que eleva el número de muertos a 253 millones, con el Reino Unido convirtiéndose en la séptima gran superpotencia en dejar de existir como una nación coherente.

## Reparto
- Jocelyn Hudon como Jen
- Alisa Allapach como Harper
- Dan J. Johnson como Evan
- Adwin Brown como Ben
- Daniel Robaire como Liam
- Emma Lahana como Mia
- Michael Kupisk como Oliver

## Producción
La película fue producida por Bo Youngblood y John Ierardi de Showdown Productions, y Will Wernick bajo su estandarte 7930 Entertainment.

## Lanzamiento
Voltage Pictures vendió los derechos de distribución de la película en los Estados Unidos a Vertical Entertainment, que se estrenará en cines limitados y para plataformas VOD el 26 de febrero de 2021.

## Recepción
En Rotten Tomatoes, la película tiene un índice de aprobación del 7%, basado en 14 reseñas, con una calificación promedio de 3.7/10. En Metacritic, la película tiene un puntaje promedio ponderado de 35 sobre 100 basado en 5 críticos que indican "críticas mixtas o promedio".